# Rugby (sport)
Pour les articles homonymes, voir Rugby.
 (août 2014).
Si vous disposez d'ouvrages ou d'articles de référence ou si vous connaissez des sites web de qualité traitant du thème abordé ici, merci de compléter l'article en donnant les références utiles à sa vérifiabilité et en les liant à la section « Notes et références ».

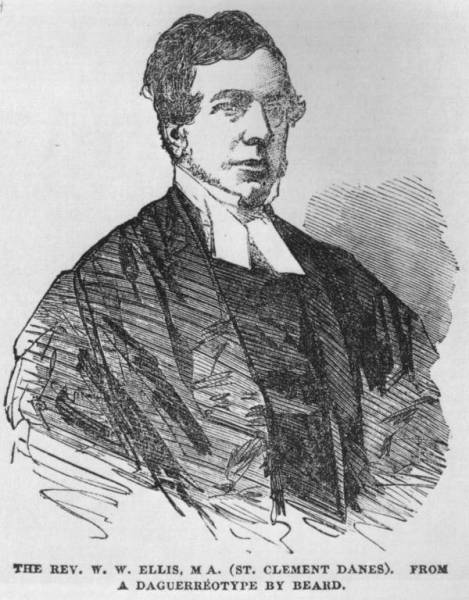
Selon la légende, William Webb Ellis serait l'inventeur du rugby en prenant le ballon à la main lors d'une partie de football local jouée par les élèves de Rugby School.

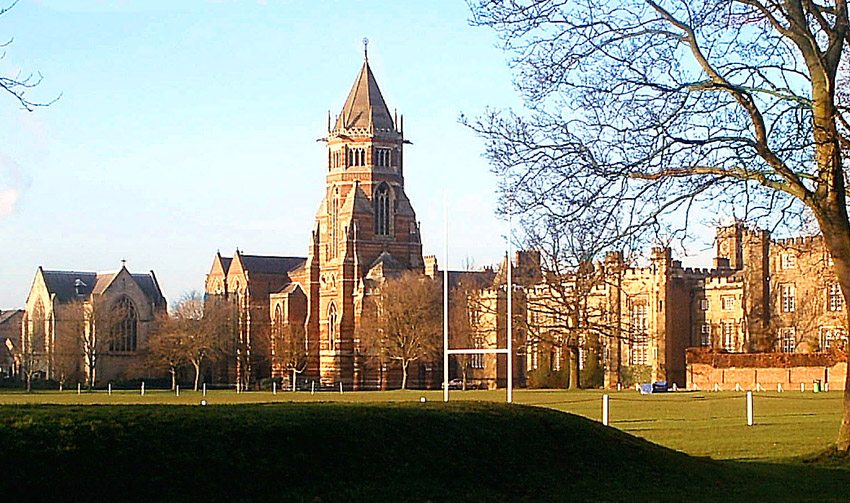
Vue d'ensemble de Rugby School

Le terme rugby est utilisé pour désigner une famille de sports collectifs de ballon dont les règles sont issues du football pratiqué la première moitié du XIXe siècle à l'école de Rugby en Angleterre.

## Historique
Codifié pour la première fois en 1846, le Rugby School Rules ou Rugby football se sépare définitivement des autres footballs en 1863, lors de la création de la Football Association, et sa fédération est fondée en 1871 : la Rugby Football Union.
L'écriture des règles du Rugby football a permis sa diffusion à travers le monde dès les années 1850, il s'est alors mélangé aux pratiques locales pour créer, dans la seconde moitié du XIXe siècle, le football gaélique en Irlande, le football australien, le football canadien ou le football américain.
En 1895, des clubs du nord de l'Angleterre quittent la Rugby Football Union pour créer la Northern Rugby Football Union (NRFU), qui deviendra en 1922 la Rugby Football League. En 1906, les règles de la NRFU font passer le nombre de joueurs par équipe de 15 à 13, ce qui permet en France de distinguer les deux jeux par les appellations rugby à XIII et rugby à XV.
Au XXe siècle, de nombreuses variantes ont été développées pour étendre la pratique du rugby au plus grand nombre. Il existe par exemple des versions où les plaquages sont interdits, d'autres adaptées aux handicapés, d'autres encore pratiquées sur sable ou sur neige.

## Variantes duRugby football
Parmi les variantes du football pratiqué à l'école de Rugby, on trouve :
- le rugby à XV (Rugby union en anglais) ou ses variantes à effectif réduit ;
  - le rugby à douze, pratiqué en France dans les équipes de jeunes et les équipes réserves séniors régionales. Le pack n'est plus constitué que de 6 joueurs, l'arrière disparaissant aussi :
  - le rugby à 10 ;
  - le rugby à sept, sport olympique en 2016 ;
  - le rugby X ;
  - le mini rugby version du rugby à XV destinée à l'initiation à ce sport pour les enfants. Il se joue avec neuf joueurs par équipe.
- le rugby à XIII (Rugby league en anglais), séparé du rugby à XV depuis 1895, ou ses variantes à effectif réduit :
  - le rugby à IX ;
  - le rugby à VII.
- des variantes sans contacts du rugby à XIII ou à XV :
  - le rugby à cinq ;
  - le touch rugby ;
  - le beach rugby, pratiqué sur sable.
  - le rugby foulard ou tag rugby.
- des variantes handisport du rugby à XIII ou à XV :
  - le rugby-fauteuil ou quad rugby, sport paralympique né au Canada en 1977, mélange de rugby à XV, hockey sur glace et de basket-ball ;
  - le rugby à XIII en fauteuil roulant.
- le football gaélique, mélange de jeux traditionnels de ballon irlandais, rugby football, football association ;
- le football australien, et ses variantes à neuf joueurs l'Aussie rules nines ou le Metro footy :
  - l'International Rules football : compromis pour les rencontres entre football australien et football gaélique :
- le football américain ;
- le football canadien.